# Tsundoku

Tsundoku

Tsundoku (japanisch 積 ん 読, deutsch „aufstapeln“ und „lesen“) umschreibt, dass man Lektüre erwirbt, welche sich dann aber zu Hause stapelt, ohne gelesen zu werden.
Der Begriff entstand in der Meiji-Ära (1868–1912) als japanischer Slang. Er kombiniert Elemente der Begriffe Tsunde-Oku (japanisch 積 ん で お く, Dinge für später aufstapeln und verlassen) und Dokusho (japanisch 読 書, Bücher lesen), wobei die Zeichen für „Stapel“ (japanisch 積) und das Zeichen für „Lesen“ (japanisch 読) verwendet werden, um Tsundoku zu bezeichnen. Der Begriff wird allerdings auch verwendet, um auf Bücher zu verweisen, die später gelesen werden sollen, wenn sie sich in einem Bücherregal befinden.
Es gibt Vorschläge, das Wort in die englische Sprache und in Wörterbücher wie das Collins Dictionary aufzunehmen.
Der amerikanische Autor und Bibliophile A. Edward Newton kommentierte einen ähnlichen Zustand.
Im Deutschen wird ein solcher Bücherstapel auch „SuB“ genannt: Stapel ungelesener Bücher.